# Dym v lesu
Dym v lesu (Дым в лесу) è un film del 1955 diretto da Evgenij Efimovič Karelov e Jurij Čuljukin.